# Śnieguliczka koralowa
Śnieguliczka koralowa, nazywana też dawniej "mąkoliną" (Symphoricarpos orbiculatus Moench) – gatunek krzewu z rodziny przewiertniowatych. Jest gatunkiem typowym dla rodzaju Symphoricarpos. Występuje w naturze we wschodniej i środkowej części Ameryki Północnej, poza tym gatunek uprawiany.

## Morfologia
PokrójKrzew dorastający do 1,5 metra wysokości, o przewisającym pokroju i powyginanych pędach.
LiścieNaprzeciwległe, jajowatoeliptyczne, także (klapowane w przypadku długopędów), długości do 3,5 cm. Blaszka ciemnozielona, od spodu omszała i szarozielona, całobrzega. Jesienią barwa liści czerwonawa.
KwiatyMiododajne, o barwie żółtawo-białej do zielonkawoczerwonej, pojawiają się w kątach liści na tegorocznych pędach w formie drobnych kwiatostanów, od czerwca do sierpnia.
OwoceDrobne, kuliste o średnicy 4–6 mm o barwie różowej lub czerwonawej, dojrzewają późno, od października do grudnia i pozostają na krzewie do wiosny.
PędyŁukowato powyginane w kierunku ziemi, omszone (zwłaszcza za młodu).

## Wymagania i zastosowanie
Gatunek ten ma niewielkie wymagania w stosunku do gleby i światła, chociaż większe niż śnieguliczka biała. Może rosnąć w miejscach cienistych, wykazuje dużą odporność na zanieczyszczenie powietrza i gleby. Jest używany do tworzenia żywopłotów, zwłaszcza w dużych miastach i terenach przemysłowych. Walorami ozdobnymi są omszone i powyginane pędy, a także liście przebarwiające się jesienią.